# Bollmannia macropoma
Bollmannia macropoma  es una especie de peces de la familia de los Gobiidae en el orden de los Perciformes.

## Distribución geográfica
Se encuentran en el Golfo de California.

## Observaciones
Es inofensivo para los humanos.